# HMS Conqueror (1758)
HMS Conqueror (1758) — 68-пушечный линейный корабль 3 ранга Королевского флота, второй корабль Его величества, носивший название Conqueror (рус. Завоеватель).
Спущен на воду 24 мая 1758 года в Харвиче.
Участвовал в Семилетней войне. Был под Тулоном 7 июня 1759 и при Лагуше 18-19 августа 1759.
Разбился в 1760 году.